# Monastero di Qannubin
Il monastero di Qannubin è un monastero della Chiesa maronita nella valle di Qadisha in Libano, dedicato alla dormizione di Maria, che fu sede dei patriarchi di Antiochia dei Maroniti dal XV al XIX secolo.

## Storia
Incerta è l'origine del monastero. Secondo la tradizione, ripresa da più fonti storiche antiche, sarebbe stato fondato dall'imperatore Teodosio nel IV secolo. Alcuni autori hanno suggerito che si trattasse in realtà di san Teodosio il Cenobiarca, ricordato nei Sinassari maroniti. Lo studio e l'analisi delle strutture più antiche dell'edificio, tra cui gli affreschi murali ispirati allo stile bizantino della Cappadocia, fanno risalire la fondazione del monastero all'Alto Medioevo.
Nelle Cronache antiche, il monastero è menzionato per la prima volta nel 1302, in occasione di un restauro alla chiesa del monastero. Verso la fine del XIV secolo il sultano mamelucco al-Malik al-Ẓāhir Sayf al-Dīn Barqūq, in visita a Qannubin, concesse ai monaci una serie di esenzioni e di privilegi.
Fino al 1652, il monastero conservava l'evangeliario di Rabbula, manoscritto miniato del vangelo, in lingua siriaca, risalente al VI secolo, una delle più belle opere di miniatura bizantina prodotte in Asia e uno dei primi manoscritti cristiani con grandi miniature. Il manoscritto riporta numerose note marginali, la più antica del 1361, dove sono riportate in sintesi le donazioni fatte al monastero di Qannubin.
I colophon dei manoscritti che venivano copiati nello scriptorium monastico riportano numerose altre informazioni su Qannubin. Dal 1444 al 1830 fu sede dei patriarchi di Antiochia dei Maroniti, in seguito trasferita a Bkerké. Nel monastero furono celebrati quattro concili della Chiesa maronita: nel 1580, 1596, 1747 e 1755. Diversi viaggiatori e diplomatici, in visita o ospitati nel monastero, hanno lasciato numerose testimonianze e relazioni sulla vita e le attività dei monaci.
La vita monastica entrò in crisi nel XVI e XVII secolo, finché il monastero di Qannubin non fu rilevato dall'Ordine libanese maronita, fondato nel 1695, che riformò e dette nuovo impulso alla vita monastica.
Restaurato negli Anni Novanta del XX secolo, è, assieme alla Valle di Qadisha dove si trova, un Patrimonio dell'umanità.